# Trần Pháp Dung
Trần Pháp Dung có tên tiếng Anh là Monica Chan (sinh ngày 28 tháng 10 năm 1966 tại Hồng Kông thuộc Anh) là Hoa hậu Hồng Kông năm 1989, diễn viên truyền hình - diễn viên điện ảnh kiêm người mẫu nổi tiếng người Hồng Kông. Cô từng là diễn viên độc quyền của hãng TVB.

## Phim đã tham gia

### Phim truyền hình
| Năm  | Tên phim                     | Tên phim tiếng Anh                   | Vai diễn     | Ghi chú        |
| ---- | ---------------------------- | ------------------------------------ | ------------ | -------------- |
| 1990 | Người nơi biên giới          | The Challenge of Life                |              |                |
| 1991 | Trinh sát hành động          | The Crime File                       | Grace        |                |
| 1991 | Sinh hoạt gia đình           | The Family Squad                     |              | Episodes 69-71 |
| 1992 | Nhân vật phong vân           | The Key Man                          |              |                |
| 1993 | Truy nhật hào hùng           | The Edge of Righteousness            |              |                |
| 1996 | Đội điều tra liêm chính 1996 | ICAC Investigators 1996              |              |                |
| 1997 | Lực lượng chống lừa đảo      | Corner the Con Man                   |              |                |
| 1997 | Hồ sơ trinh sát 3            | Detective Investigation Files III    | Pak Yan-tung |                |
| 1997 | Mỹ vị thiên vương            | A Recipe for the Heart               | Fanny        | Guest star     |
| 1997 | Lệnh truy nã                 | I Cant Accept Corruption             |              |                |
| 1999 | Về với nhân gian             | A Smiling Ghost Story                |              |                |
| 2000 | Long hổ tranh hùng           | Time Off                             |              |                |
| 2000 | Giấc mơ danh vọng            | A Dream Named Desire                 | Rita         |                |
| 2001 | Tiểu Bảo và Khang Hy         | The Duke of Mount Deer               | Long Nhi     |                |
| 2001 | Bí mật Hổ phách Quan âm      | The New Adventures of Chor Lau-heung | Feng Nanyan  |                |
| 2003 |                              | Paradise                             | Yin Tianxue  |                |
| 2003 | Hình cảnh bạo lực            | Thunder Cops                         |              |                |
| 2005 | Thiên hạ đệ nhất kiếm        | The Royal Swordsmen                  | Suxin        |                |
| 2005 | Giấc mơ danh vọng 2          | A Dream Named Desire II              |              |                |
| 2005 | Ba Zhen Tu                   | Ba Zhen Tu                           | Shi Huan     |                |
| 2006 | Võ Đang 2                    | Wu Dang 2                            |              |                |
| 2014 | Microblog Time Love          | Microblog Time Love                  |              |                |

### Phim điện ảnh
- One Nite in Mongkok (2004) - Milo's wife
- Love Correction (2000) - Porsche
- Double Tap (2000)
- I.Q. Dudettes (2000) - Miss Lau
- My Name Is Nobody (2000) - Chun's Girlfriend
- 14 Days Before Suicide (1999)
- Love & Sex of the Eastern Hollywood (1998) - Yin Chau/Queenie
- Full Alert (1997) - Yee
- Option Zero (1997) - Monica Leung
- Those Were the Days (1997) - Chau
- Haunted Karaoke (1997)
- The Tigers: The Legend of Canton (1993)
- The Beheaded 1000 (1993)
- Casino Raiders II (1993) - Kit's Ex
- Gun n' Rose (1992) - Monica Shum
- Shogun & Little Kitchen (1992) - Miss Kwok
- God of Gamblers II (1991) - Kau Loong/Kowloon
- Perfect Girls (1990) - Mu Lan-Hua